# Anaeromyces mucronatus
Anaeromyces mucronatus är en svampart som beskrevs av Breton, Bernalier, Dusser, Fonty, B. Gaillard & J. Guillot 1990. Anaeromyces mucronatus ingår i släktet Anaeromyces och familjen Neocallimastigaceae.   Inga underarter finns listade i Catalogue of Life.